# Legrad
Legrad är en ort i Kroatien.   Den ligger i länet Koprivnica-Križevcis län, i den nordöstra delen av landet, 90 km nordost om huvudstaden Zagreb. Legrad ligger 135 meter över havet och antalet invånare är 1 224.
Terrängen runt Legrad är platt. Runt Legrad är det ganska tätbefolkat, med 179 invånare per kvadratkilometer. Närmaste större samhälle är Koprivnica, 15,1 km söder om Legrad. Omgivningarna runt Legrad är en mosaik av jordbruksmark och naturlig växtlighet.